# Michael Heizer
Michael Heizer (Berkeley, 1944) è un artista statunitense, specializzato in sculture di grandi dimensioni e lavori di Land Art.

## Biografia
Michael Heizer è nato in California, dove ha frequentato il San Francisco Art Institute. Nel 1966 si sposta a New York, iniziando una carriera di artista con l'esecuzione di lavori di piccole dimensioni, dipinti e sculture.
Alla fine del 1960 lascia New York per recarsi nei deserti della California e del Nevada, dove inizia a produrre opere in grande scala, documentandole con filmati e mostre fotografiche. Tra le sue opere maggiori è da citare Double Negative, una trincea lunga 535 metri  e profonda 15 scavata sul fianco di una montagna nel deserto del Nevada. Il lavoro è stato documentato da Gerry Shum nel film Land Art e finanziato dalla collezionista newyorkese Virginia Dwan.
Da allora, Heizer ha continuato a produrre opere di Land Art e, dalla fine degli anni '90, il suo lavoro si è concentrato principalmente su City, un progetto di un enorme complesso nel deserto di Lincoln County, in Nevada. Ha inoltre prodotto una serie di dipinti astratti e sculture di grandi dimensioni, spesso a opere prodotte dai nativi americani, che si possono trovare nei musei e negli spazi pubblici in tutto il mondo. Il suo lavoro è sostenuto dalla Dia Art Foundation attraverso una borsa di studio della Fondazione Lannan. L'opera City è aperta ad accesso limitato al pubblico dal 2 settembre 2022.
In giugno 2012 è stata inaugurata la sua opera Levitated Mass nel museo LACMA di Los Angeles. Ispirata ai megaliti costruiti nell'antichità, è costituita da una trincea in cemento armato lunga 140 metri che sostiene un enorme masso di granito del peso di oltre 300 tonnellate.